# Lachen (St. Gallen)
Lachen ist ein Quartier der Schweizer Stadt St. Gallen.

## Lage und Verkehrsanbindung
Das Lachenquartier liegt im Kreis West der Stadt und wird von den Quartieren Winkeln, Bruggen, Rosenberg und der Innenstadt umschlossen. Ebenfalls grenzt das Quartier an die Gemeinde Gaiserwald. Das Quartier liegt an der Zürcherstrasse, die bis zur Eröffnung der Stadtautobahn mit dem Rosenbergtunnel 1987 die Hauptverkehrsachse von St. Gallen Richtung Zürich war. Es wird durch die Trolleybuslinien 1,2 und 151 erschlossen. Der Autobahnanschluss Kreuzbleiche zur Autobahn A1 liegt am östlichen Ende des Quartiers an der Grenze zum Rosenbergquartier. Zum Quartier Lachen gehören die Ortsteile Stahl, Feldli, Sömmerli, Schönenwegen und Vonwil. Im Rahmen des Ausbaus des Velonetzes der Stadt St. Gallen wird am Ostende des Quartiers bei der Kreuzbleiche-Reithalle der Beginenweg gebaut, der eine Verbindung zu dem Kulturzentrum Lokremise durch einen Fahrrad- und Fussgängertunnel, herstellt, der die 'komplexeste Kreuzung der Stadt' unterquert und so ab 2027 für den nicht motorisierten einen einfacheren Zugang zum Stadtzentrum von Westen her bietet. Von den Fr. 8,6 Mio. Baukosten, trägt die Stadt 2,7 Mio., für den Rest kommen Bund und Kanton auf.

## Demografie
Das statistische Quartier Vonwil-Lachen-Schoren hatte 2014 eine Einwohnerzahl von 6679, wobei die Alterszusammenstellung mit 17 % für 0–19-Jährige genau dem städtischen Durchschnitt entsprach. Der Anteil von Personen im Erwerbsalter von 20–64 lag mit 68 % um 2 % über, der Anteil der Menschen ab 65 Jahren mit 15 % um 2 % unter dem Durchschnitt. Der Ausländeranteil liegt mit 38 % um 8 Punkte über dem städtischen Durchschnitt, wobei mit 14 % Europäern aus dem Nicht-EU-Raum der höchste Anteil der Stadt erreicht wird. Der hohe Ausländeranteil hat dazu geführt, dass das Lachenquartier als «Problemquartier» wahrgenommen wird, wobei dies von lokalen Politikern bestritten wird.

## Schulen und öffentliche Einrichtungen
Das Lachenquartier verfügt über zwei Primarschulen (Feldli-Schoren und Schönenwegen) und ein Oberstufenzentrum (Schönau). Am am östlichen Ende des Quartiers befindet sich das Bundesverwaltungsgericht, das im Sommer 2012 seinen Sitz in St. Gallen bezogen hat. Am südwestlichen Ende des Quartiers befindet sich der sogenannte Tröckneturm, ein 1828 erbauter Holzturm aus der Blütezeit des St. Galler Textilgewerbes, der auch das Wahrzeichen des Quartiervereins Lachen ist. Der Tröckneturm und das etwa 9 Hektaren grosse Umland (die grösste zusammenhängende Grünfläche in der Stadt St. Gallen) wurde 2019 von der Stadt gekauft, mit dem Ziel, kurzfristig das Gebiet um den dort liegenden Burgweiher ökologisch aufzuwerten und ein innerstädtisches, der Allgemeinheit zugängliches Naherholungsgebiet zu schaffen und langfristig auch im Randgebiet Bauprojekte zu verwirklichen. Das Areal wurde im Juni 2020 der Öffentlichkeit zugänglich gemacht. Im Rahmen dieser Aufwertung wurde im Sommer 2024 die Offenlegung und Renaturierung des Burgweierbaches begonnen.

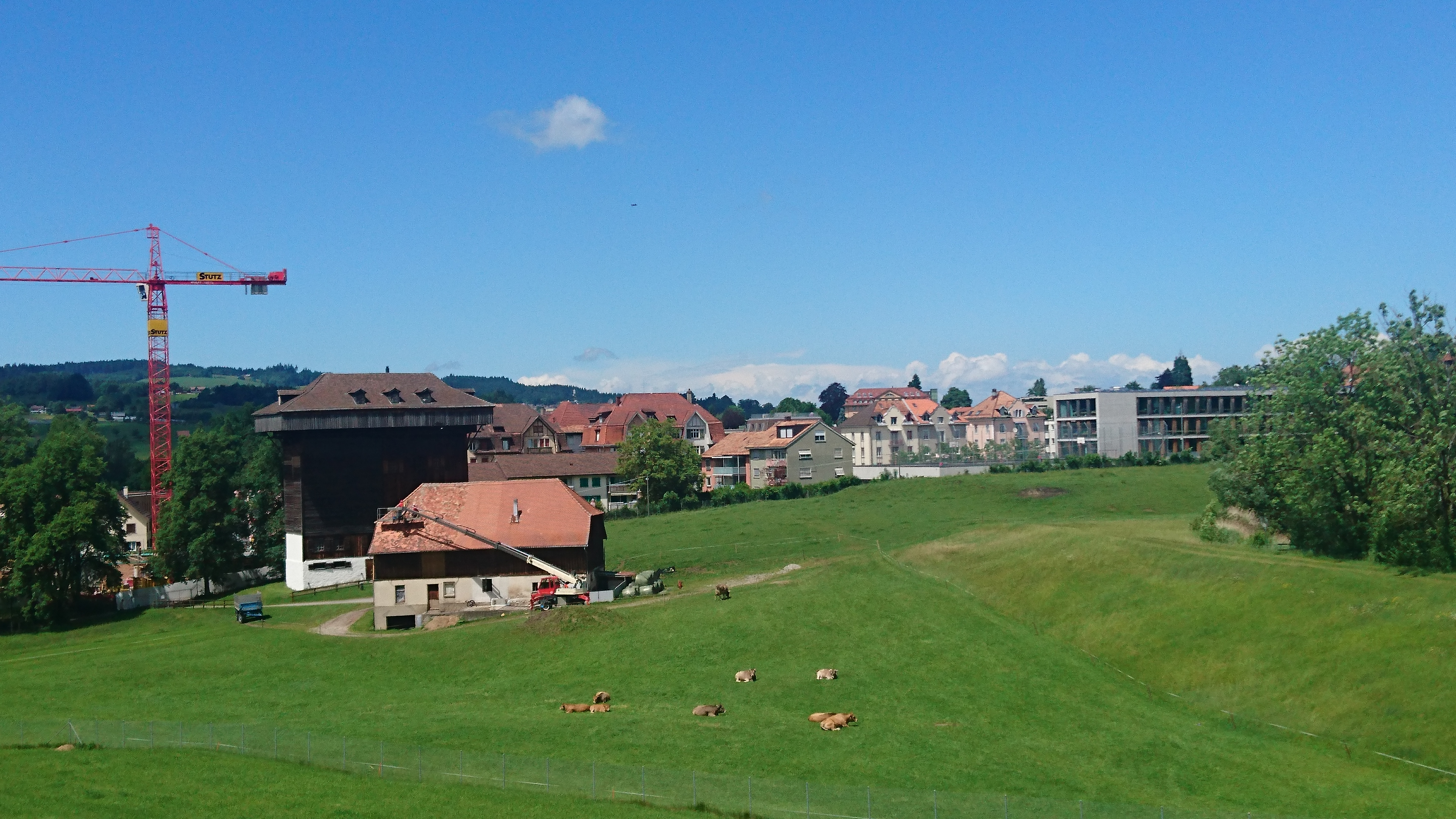
Der Tröckneturm im Lachenquartier, der im 19. Jahrhundert zum Trocknen gefärbter Tuchbahnen diente.

An der Grenze zum Quartier Rosenberg befindet sich der Friedhof «Feldli», der 1874 weit ausserhalb des damaligen Siedlungsgebietes angelegt worden ist und die überfüllten Friedhöfe auf dem Stadtgebiet ersetzte. Die Einrichtung eines eigenen Grabfelds für Muslime wurde 2014 nach einigen Diskussionen abgeschlossen.
In dem Quartier befand sich lange Jahre die Abfalldeponie der Stadt St. Gallen. Das Tal des Feldbaches wurde nach dessen Eindohlung von 1903 bis 1967 als Schutt- und Abfalldeponie, den sogenannten 'Gallemescht' (St. Galler Mist), aufgefüllt. Die Deponie wurde danach abgedeckt und das so gewonnene Land erschlossen. Allerdings treten immer noch Gärgase aus der einstigen Deponie aus. Ebenso muss das Sickerwasser aus den ca. 1,8 Millionen Tonnen Abfall geklärt werden.
Auf dem Quartiergebiet befindet sich die Güterbahnhofstrasse mit den Schuppen des einstigen Güterbahnhofs, in und bei denen einige Kultur-Locations betrieben werden: Das KUGL (für Kultur am Gleis) ist eine Event-Location, die schon seit 2004 betrieben wird und 2010 vor der Schliessung stand, aber nach Anpassungen des Betriebs auch 2024 noch auf der offiziellen Seite der Stadt aufgeführt ist und das 20. Jubiläum feiern konnte. Gegenüber den Güterschuppen liegt die Lattichhalle, eine temporäre, modular aufgebaute Rauminfrastruktur für die Kreativwirtschaft, Selbständige und Kulturschaffende.

## Namensgebung und Geschichte
Der Name Lachen wird mitunter auf "Lache" (von lateinisch "lacus" = "See") zurückgeführt, was durch den früher offen durch das Gebiet zur Sitter fliessenden Feldbach zurückgehen könnte. Im Zusammenhang mit seiner ersten Erwähnung (1340) wird der Name hingegen mit "Grenzscheidland, Grenzkerbe an einem Baum, Läch, Läg" erklärt. Dies deshalb, weil an der Ostgrenze des Lachenquartiers die Grenze zwischen äbtischem und städtischem Land verlief. Später trennte diese Grenze das Stadtgebiet von der Gemeinde Straubenzell, zu der das Quartier bis 1918 gehörte.

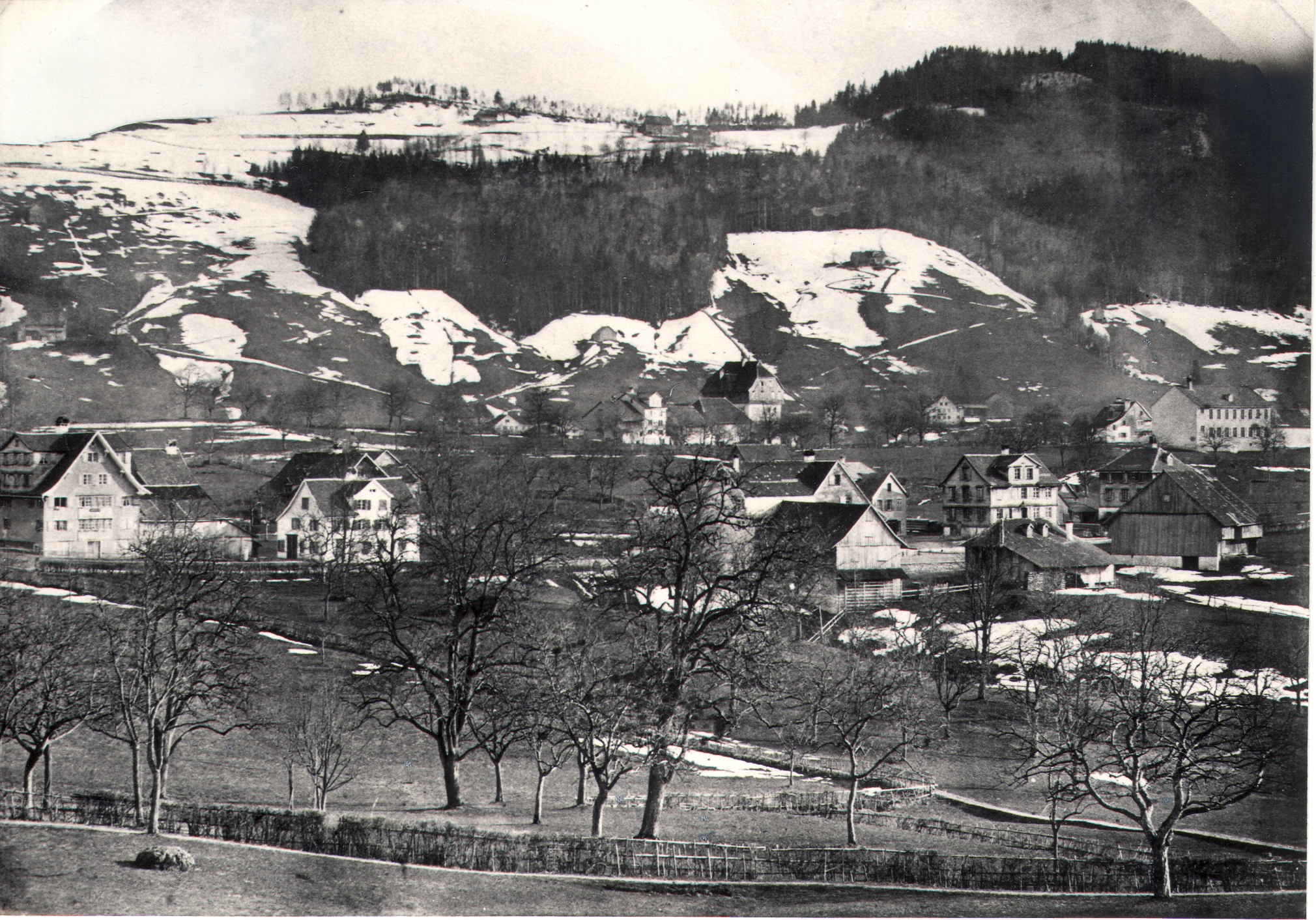
Feldli-Lachen im Jahr 1860: Blick gegen Süden zur Burg Waldegg (Bildmitte) und an die Menzlen bei Schneeschmelze

Die Besiedlung des um 1900 herum auch Innerstraubenzell genannten Gebiets war noch lange (wie aus der 1878–1883 aufgenommenen Siegfriedkarte ersichtlich) praktisch auf zwei Häuserzeilen entlang der Zürcherstrasse beschränkt. Seine Erschliessung begann in den 1880er Jahren, beschleunigte sich aber erst nach der Jahrhundertwende, als die Baumeister Anton Stärkle und Andreas Osterwalder dort Billigwohnungen, Wohnblöcke und einige stattlichere Gebäude errichteten. Die sehr dichte und kleinräumige Bebauung ist auch heute noch nördlich der Zürcherstrasse zu sehen (z. B. Metallstrasse) und in dieser Form in St. Gallen einzigartig. Neben diversen Gewerben siedelten sich auch Industriebetriebe im Quartier an: Eine Stickereiwaren- und eine Seifenfabrik standen mitten im dicht bebauten Wohngebiet, wobei die Industrie seit Mitte des 20. Jahrhunderts aus dem Quartier verschwunden ist.
Am 1. Juli 1918 wurden die Gemeinden Straubenzell und Tablat im Rahmen der Stadtverschmelzung mit der Stadt St. Gallen zusammengeführt, womit auch Lachen als früherer Teil von Straubenzell nun zu St. Gallen gehörte.

## Bemerkenswerte Bauwerke

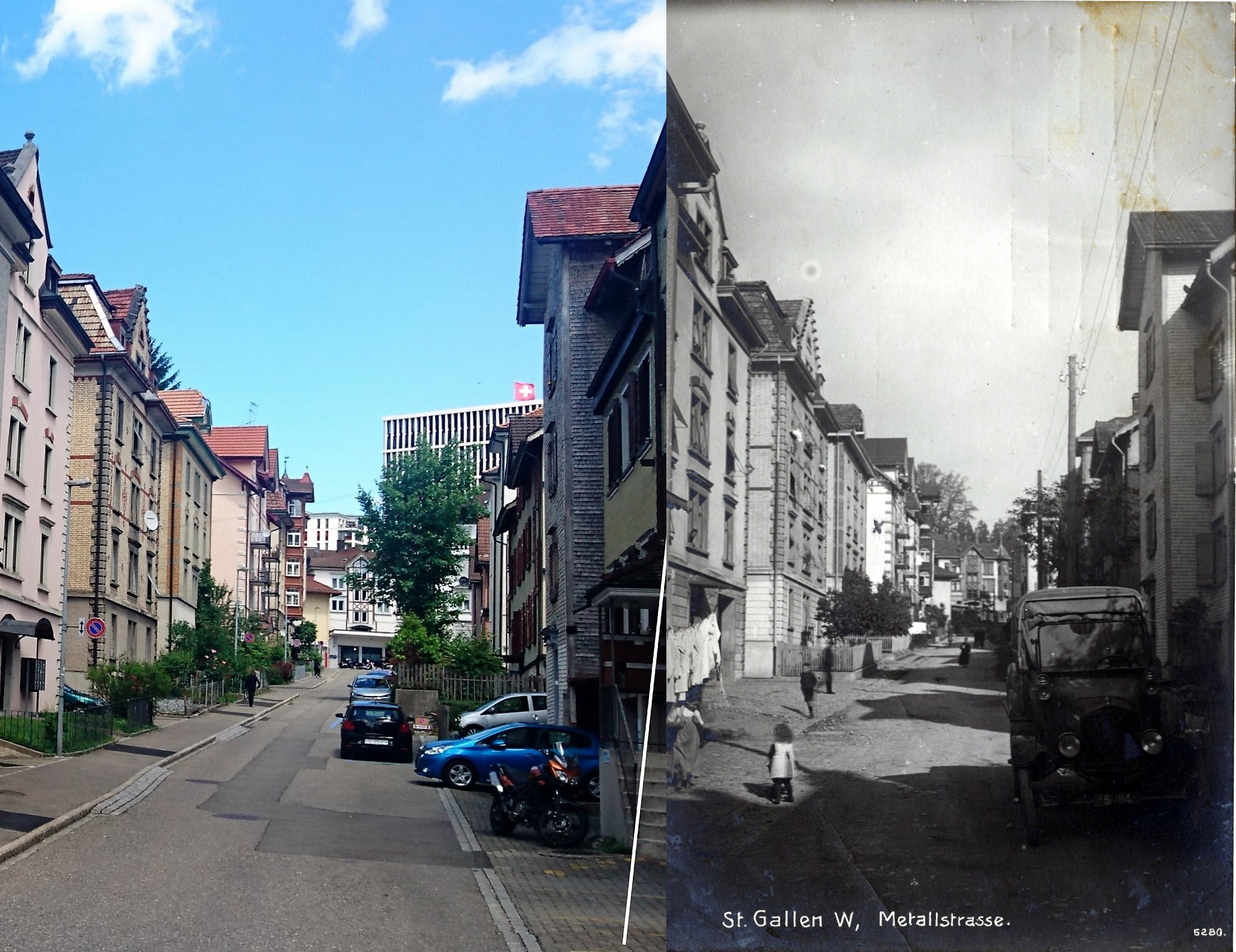
Vergleich Metallstrasse St. Gallen 2017 und 1920. Die eng gestaffelten Miethäuser sehen immer noch praktisch gleich wie 100 Jahre zuvor aus.

Durch die recht späte Bebauung des Gebietes gibt es nur wenige bemerkenswerte historische Gebäude. Neben dem oben erwähnten Tröckneturm ist die Burg Waldegg zu erwähnen. Das Gebäude wurde 1475 von den Handelsherren Stefan Grübel und Konrad Enggasser ausserhalb des Gebietes der Stadt auf dem Hoheitsgebiet des Fürstabtes errichtet. Ab 1505 war sie in fürstäbtlichem Besitz und diente als Sitz des Landeshofmeisters. Als in der Folge der napoleonischen Kriege die Fürstabtei aufgehoben wurde, wurde das Gebäude vom Kanton St. Gallen übernommen und 1825 dem Industriellen Jakob Täschler verkauft, der eine Rotfärberei aufbaute und dafür u. a. den Tröckneturm baute. 1901 brannten Burg und Fabrik ab. Die Burg wurde 1902/03 vom bekannten Kirchenarchitekten August Hardegger wieder aufgebaut und 1997/98 renoviert.
Das Quartier wird ausserdem vom Postgebäude an der Zürcherstrasse 27 geprägt, das 1956 St. Gallens erstes Hochhaus war.

## Prominente aus dem Quartier
Der Schweizer Volksschauspieler Walter Roderer ist im Lachenquartier aufgewachsen. Die ehemalige Springreiterin Monica Bachmann stammt ebenfalls aus dem Quartier.